# Тихие берега
«Тихие берега» — советский чёрно-белый широкоэкранный художественный фильм режиссёра Николая Винграновского, снятый в 1972 году на киностудии имени Александра Довженко.
Премьера фильма состоялась 2 июля 1973 года. Фильм посмотрели 3,9 млн зрителей.

## Сюжет
В украинском селе на берегу реки находят тяжело раненого инспектора рыбнадзора. Следователь Иван Лукич приезжает в село, чтобы раскрыть преступление, но убийца оказывается без следов. При помощи молодого работника райотдела и олдскульного санинспектора, следователь проводит расследование и находит убедительную версию преступления.

## В ролях
- Борис Щербаков — Сашко
- Юрий Мажуга — Иван Лукич
- Наталия Наум — Пелагея
- Фёдор Панасенко — Емельян
- Виктор Полищук — Илько
- Николай Сектименко — Степан
- Виктория Смоленская — Настя
- Александр Плотников — Исидор Христофорович

## Съёмочная группа
- Режиссёр: Николай Винграновский
- Сценарист: Виктор Говяда
- Оператор: Николай Кульчицкий
- Художник: Анатолий Добролежа
- Звукорежиссёр: Георгий Парахников
- Композитор: Борис Буевский